# Podochilus longilabris
Podochilus longilabris är en orkidéart som beskrevs av Oakes Ames. Podochilus longilabris ingår i släktet Podochilus och familjen orkidéer.
Artens utbredningsområde är Filippinerna. Inga underarter finns listade i Catalogue of Life.